# Joan Subatella i Mumbrú
Joan Subatella i Mumbrú   (Montcada i Reixac, 1925 - Barcelona, 27 de juliol de 1996) fou un actor català.

## Biografia
A la dècada 1940-1950 i en l'àmbit cultural, Joan Subatella (en Joanet) intervingué en diferents activitats com ara exposicions de pintura, formant part d'un grup coral, com a soci de la penya d'escacs i participant en comèdies, drames i sarsueles del grup de teatre de l'ABI (Associació Benèfica Instructiva)de la seva població. L'any 1953 fa estudis d'interpretació artística a Cinescola(Organitzación Internacional de Enseñanza Cinematográfica). Durant la dècada de 1950-1960 participà en el Grup Escènic de l'ABI, el director del qual era l'Arturo Calvo (actor professional que treballava a la companyia de teatre Vilches).
La gran amistat que l'uneix amb en Xavier Fàbregas i Surroca (crític de teatre, historiador, assagista i professor) té una influència decisiva per a la seva carrera teatral. Del 1965 al 1968 Joan Subatella estudià art dramàtic a l'Escola d'Art Dramàtic Adrià Gual i s'integrà plenament a la Companyia professional Adrià Gual, que dirigia Ricard Salvat. Joan Subatella entra de ple en el panorama teatral, extraordinari, de l'època. Compagina les representacions teatrals, la feina en fotonovel·les i la tasca de corresponsal de Montcada escrivint articles al diari El Correo Catalán. L'any 1974 entrà a treballar a l'Institut del Teatre de Barcelona, com a "conservador-manteniment" del Museu del Teatre de Barcelona ubicat al Palau Güell del carrer Nou de la Rambla.
Continuà una etapa molt pròspera tant en el camp del teatre com en el cinema i la televisió. Durant els cursos 1978-1980 Joan subatella seguí estudis al Centro de Enseñanzas de la Imagen. Participà en un munt de pel·lícules, la majoria de directors catalans. Sovint coincideix tant en teatre com en el cinema amb el seu amic Joan Dalmau i Coma. L'any 1977 en Joanet participà en la represa del teatre a la seva població natal, Montcada i Reixac, creant el Grup Escènic Arturo Calvo, en memòria de qui fou director de l'antic grup teatral. L'any 1990, el dia 2 de març, s'estrenà Monsieur Merci, d'Ixia Films. Aquest mateix any en Joan Subatella es jubilà de la seva activitat professional.